# Gerhard Gustmann
Gerhard Gustmann (13 de agosto de 1910-30 de marzo de 1992) fue un deportista alemán que compitió en remo.
Participó en los Juegos Olímpicos de Berlín 1936, obteniendo una medalla de oro en la prueba de dos con timonel. Ganó dos medallas en el Campeonato Europeo de Remo, oro en 1937 y plata en 1938.

## Palmarés internacional
| Juegos Olímpicos   | Juegos Olímpicos         | Juegos Olímpicos | Juegos Olímpicos |
| Año                | Lugar                    | Medalla          | Prueba           |
| ------------------ | ------------------------ | ---------------- | ---------------- |
| 1936               | Berlín (Alemania)        | Medalla de oro   | Dos con timonel  |
| Campeonato Europeo |                          |                  |                  |
| Año                | Lugar                    | Medalla          | Prueba           |
| 1937               | Ámsterdam (Países Bajos) | Medalla de oro   | Dos con timonel  |
| 1938               | Milán (Italia)           | Medalla de plata | Dos con timonel  |